# NGC 4999
NGC 4999是位於室女座的棒旋星系，天文學家威廉·赫歇爾於1786年2月24日首次發現它。這個星系被認為是一個特別亮的紫外線光源，但它顯著的條狀結構很可能抑制了恆星的形成，表明该星系发出的紫外線可能是由類星體而非恒星产生的。